# Hans Moser (Tierzüchter)
Hans Moser (* 13. Juni 1926 in Süßen, Württemberg; † 15. November 2008 in Friedrichshafen, Bodenseekreis) war ein deutscher Tierzuchtbeamter und Hochschullehrer.

## Leben und Wirken
Nach bestandener Reifeprüfung an der Oberschule Geislingen sowie landwirtschaftlicher Praxis auf verschiedenen Lehrbetrieben und dem elterlichen Hof studierte Moser ab Herbst 1948 Landwirtschaftswissenschaften an der Landwirtschaftlichen Hochschule (LH) in Hohenheim und schloss hier 1951 mit der Diplomprüfung ab.
Es folgten Tätigkeiten als Hilfsassistent am Max-Planck-Institut für Tierzucht und Tierernährung in Mariensee sowie in Hohenheim und bei Tierzuchtverbänden für eine Dissertation zu einem Thema über die Beziehung der Färsenleistung zur mittleren Lebensleistung beim Höhenfleckvieh. Ab 1953 durchlief er die Vorbereitung für den höheren landwirtschaftlichen Dienst in Baden-Württemberg und legte im Herbst 1955 die abschließende Staatsprüfung ab.
Danach war Moser bis 1962 als Landwirtschaftsassessor an der Staatlichen Lehr- und Versuchsanstalt für Viehhaltung in Aulendorf, Kreis Ravensburg, tätig. Die Promotion zum Dr. agr. an der LH Hohenheim wurde im Jahre 1957 abgeschlossen.
1962 wechselte Hans Moser als Referent für Großtierzucht in das damalige Ministerium für Ernährung, Landwirtschaft, Weinbau und Forsten nach Stuttgart. Schon 1969 wurde er als Regierungslandwirtschaftsdirektor zum Referatsgruppenleiter für Tierzucht und tierische Erzeugung ernannt; 1970 folgte die Ernennung zum Ministerialrat. Im Jahre 1971 erhielt Moser einen Lehrauftrag für „Stand und Entwicklungstendenzen der Tierzuchtpraxis“ am Institut für Tierzucht und Tierhaltung der Universität Hohenheim und wurde hier 1980 zum Honorarprofessor berufen.
Zusätzlich zur Leitung des Referates Tierzucht wurde ihm 1988 im Ministerium Ländlicher Raum die Aufgabe eines Stellvertreters des Abteilungsleiters Landwirtschaft übertragen. Als Leitender Ministerialrat schied Hans Moser im Jahre 1990 aus dem aktiven Dienst der Landwirtschaftsverwaltung in Baden-Württemberg aus. Als Seniorberater stellte er anschließend noch drei Jahre seine umfangreichen beruflichen Erfahrungen auf dem Gebiet der Tierzüchtung und der Tierzuchtverwaltung einschließlich des Tierzuchtrechtes beim Aufbau der neuen Administration und der Tierzuchtverbände im Freistaat Sachsen zur Verfügung.
Die Umsetzung der Erkenntnisse der Populationsgenetik war für Hans Moser zunächst ein besonderer beruflicher Aufgabenschwerpunkt, wobei er im Ausschuss für Zuchtwertschätzung der Arbeitsgemeinschaft Deutscher Rinderzüchter (ADR) seinen Einfluss bei der erstmaligen Formulierung von Empfehlungen zur Zuchtwertschätzung von Bullen geltend machte. Innerhalb Baden-Württembergs war Hans Moser am Ausbau der Leistungsprüfungen in der Tierzucht, insbesondere auch bei der Errichtung von Prüfstationen für die Fleischleistungsprüfung von Bullen sowie am Ausbau der Staatlichen Lehr- und Versuchsanstalten für Tierhaltung und des Haupt- und Landgestüts Marbach stark beteiligt.
Die Integration der Biotechnologie Besamung in die Zuchtprogramme und die Entwicklung eines eigenständigen baden-württembergischen Hybridzuchtprogramms für Schweine sind Beispiele für das erfolgreiche Wirken von Hans Moser; auch die Einführung des Embryo Transfers beim Rind in Zusammenarbeit mit den Zuchtverbänden wurde von Moser in Baden-Württemberg eingeführt. Als Folge der Verwaltungsreform in Baden-Württemberg organisierte man ab 1972 die Tierzuchtverwaltung neu; ebenso wurden in den Jahren 1972 bis 1978 die Tierzuchtverbände bei Pferden, Rindern, Schweinen, Schafen und Ziegen zu größeren Einheiten zusammengefasst. Auf Ebene der Bundesrepublik war Hans Moser an der Neufassung des Tierzuchtgesetzes im Jahre 1976 sowie dessen Novellierung im Jahre 1998 maßgeblich beteiligt.
Hans Moser wurde in seinem Geburtsort beigesetzt.

## Ehrenamt
Hans Moser hat als fachtechnischer Berater oder Vorstandsmitglied außer in den Zucht- und Besamungsorganisationen in Baden-Württemberg auch in zahlreichen Gremien übergebietlich tätiger Organisationen mitgewirkt, wie zum Beispiel
- im Hauptausschuss der Deutschen Gesellschaft für Züchtungskunde (DGfZ)
- im Vorstand der Arbeitsgemeinschaft Deutscher Rinderzüchter (ADR) und der Arbeitsgemeinschaft Deutscher Tierzüchter (ADT)
- im Ausschuss der Arbeitsgemeinschaft süddeutscher Rinderzuchtverbände (ASR)
- in der Europäischen Vereinigung der Fleckviehzüchter (EVF)
- in der Kommission Rinderproduktion der Europäischen Vereinigung für Tierzucht (EAAP)
- im Hauptausschuss Tierische Produktion der Deutschen Landwirtschaftsgesellschaft (DLG)
- bei Ausstellungen der DLG und bei Tierschauen im Ausland als Preisrichter und Berichterstatter für Fleckvieh.

Dabei arbeitete er im Sinne eines Interessenausgleichs der beteiligten Regionen und Organisationen und hat so die Veränderungen in der Landwirtschaft persönlich miterlebt und mitgestaltet.

## Veröffentlichungen
- Untersuchungen über die Beziehungen zwischen Färsenleistung und mittlerer Lebensleistung bei Kühen des Höhenfleckviehs. Diss. Landw. Hochschule Hohenheim, 1957
- Untersuchungen über die Beziehungen zwischen Färsenleistung und mittlerer Lebensleistung bei Kühen des Höhenfleckviehs. In: Zkd., 30, 1958, S. 305
- Zuchtwertschätzung von Bullen in Baden-Württemberg. In: Zkd., 36, 1964, S. 475
- Die Organisationsform der Tierzucht im Lichte neuer wissenschaftlicher Erkenntnisse. In: Zkd., 38, 1966, S. 437
- Zuchtplanung beim Rind in Baden-Württemberg. In: Zkd., 42, 1970, S. 475
- Zuchtwertschätzung für die Milchleistung in Rinderpopulationen mit kleinen Zuchtherden. Mit J. Tornow, A. Rittler und D. Fewson. In: Zkde. 43, S. 77
- 75 Jahre Fleckviehzuchtverein, 100 Jahre Herdbuchzucht Göppingen : Festschrift anläßlich des Jubiläums 1998. Göppingen : Fleckviehzuchtverein, 95 S.
- Mehrfache Veröffentlichungen in der Fachzeitschrift „Der Tierzüchter“ und in den „Landwirtschaftlichen Wochenblättern“ von Baden-Württemberg

## Auszeichnungen
- 1980 Max-Eyth-Gedenkmünze in Silber der Deutschen Landwirtschaftsgesellschaft (DLG)
- 1989 Ehrennadel in Gold des Ziegenzuchtverbandes Baden-Württemberg e.V.
- 1990 Richard-Götze-Medaille der Arbeitsgemeinschaft Deutscher Rinderzüchter (ADR)
- 1990 Hermann-von-Nathusius-Medaille in Gold der Deutschen Gesellschaft für Züchtungskunde e. V. (DGfZ)[1]
- 1991 Goldene Ähre des Landesbauernverbandes Württemberg-Baden (LBV)
- 1992 Verdienstkreuz am Bande des Verdienstordens der Bundesrepublik Deutschland